# Sprengelgelände

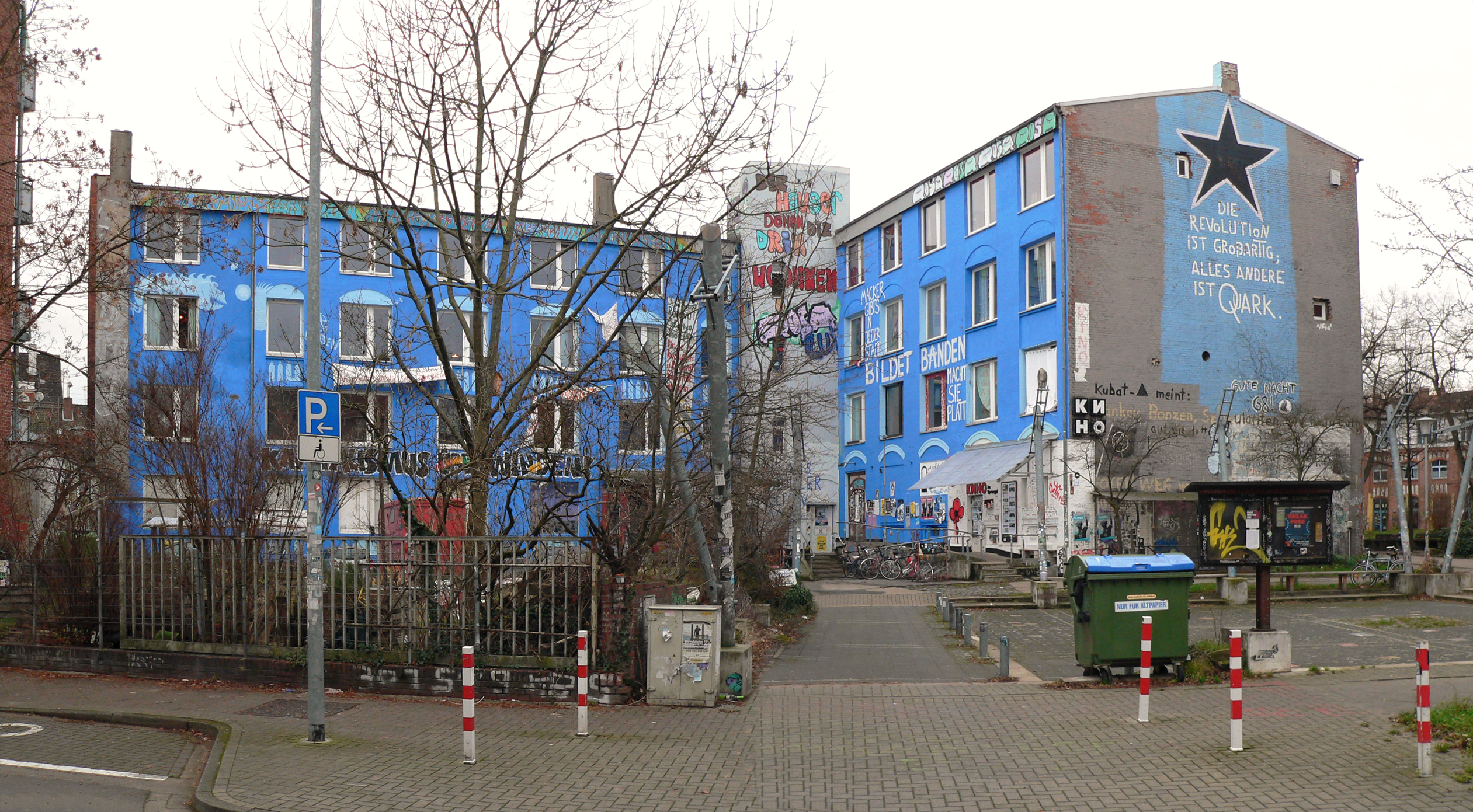
Sprengelgelände mit ehemaliger Kofferfabrik, von der Schaufelder Straße aus gesehen (2020)

Das Sprengelgelände ist ein linksalternatives Karree im Stadtteil Nordstadt in Hannover. Es entstand auf dem ehemaligen Fabrikgelände der Schokoladenfabrik Sprengel, das in den 1980er Jahren besetzt wurde und sich zu einem Zentrum des politischen Aufstands entwickelte.

## Geschichte

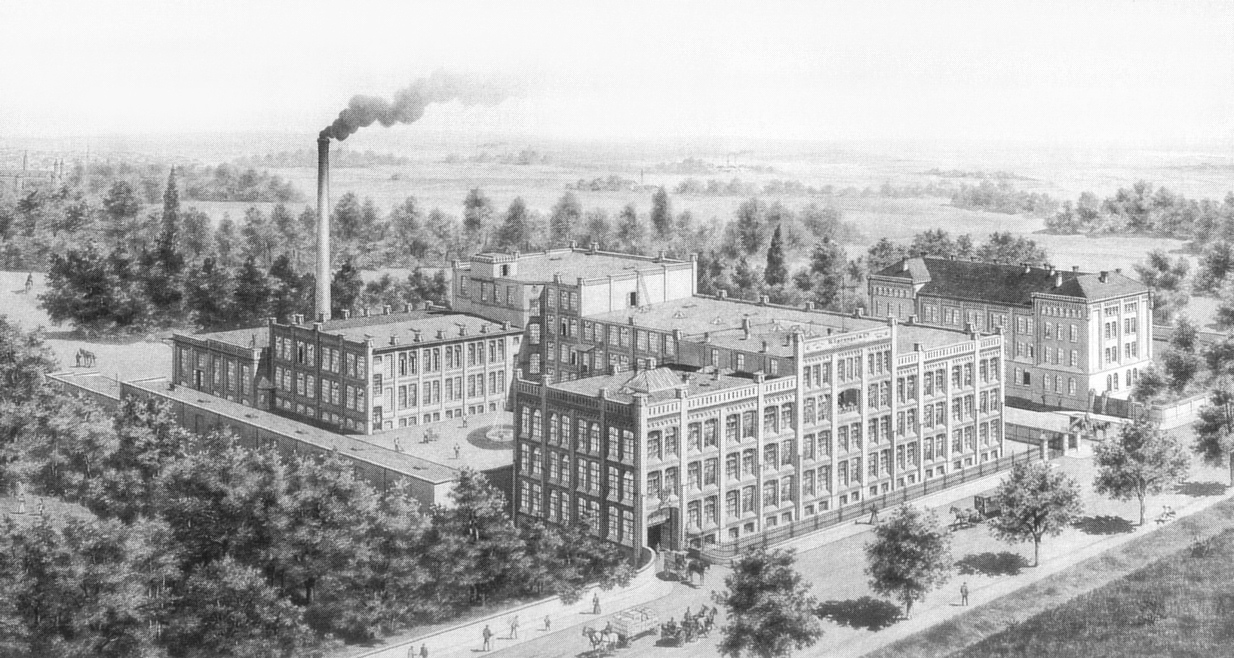
Schokoladenfabrik B. Sprengel & Co., um 1895

Im Jahr 1895 bezog die Dampf-Schokolade-, Bonbon- und Conditoreiwarenfabrik B. Sprengel & Co. ihre neu errichtete Fabrikanlage an der
Schaufelder Straße. Auf der Rückseite des Geländes ließ sie 1934 nach den Entwürfen des Architekten Karl Siebrecht ein Verwaltungsgebäude mit der Anschrift Glünderstraße 8 bauen. Nach der Übernahme des Sprengel-Werks 1979 durch den Schokoladenfabrikanten Hans Imhoff und der Stilllegung 1980 wurden die Anlagen an einen Hamburger Immobilienspekulanten verkauft. Massiver Wohnraummangel und der Wunsch nach autonomen Lebensformen führten zu Auseinandersetzungen um die Nutzung der brach liegenden Industrieanlagen. Unter dem Titel Sprengel, eine Chance für die Nordstadt. Plädoyer für Erhaltung und Umnutzung entwickelte eine Planungskooperative initiativ Vorschläge für eine Nutzungsänderung der noch weitgehend intakten Fabrikgebäude zum Wohle der Nordstädter. 1981 und 1983 wurden Teile des Sprengelgeländes kurzfristig besetzt und wieder geräumt.

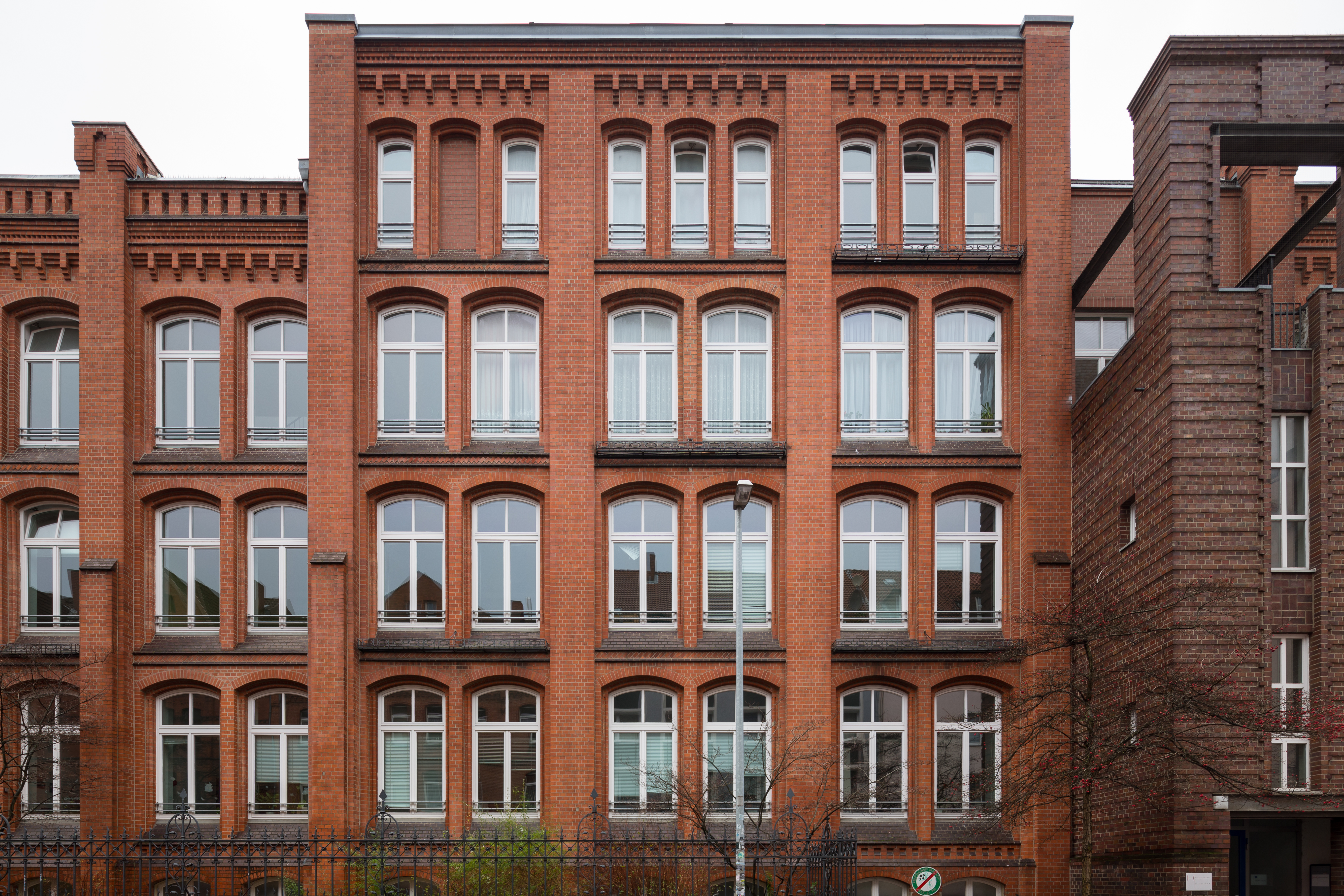
Früheres Fabrikgebäude

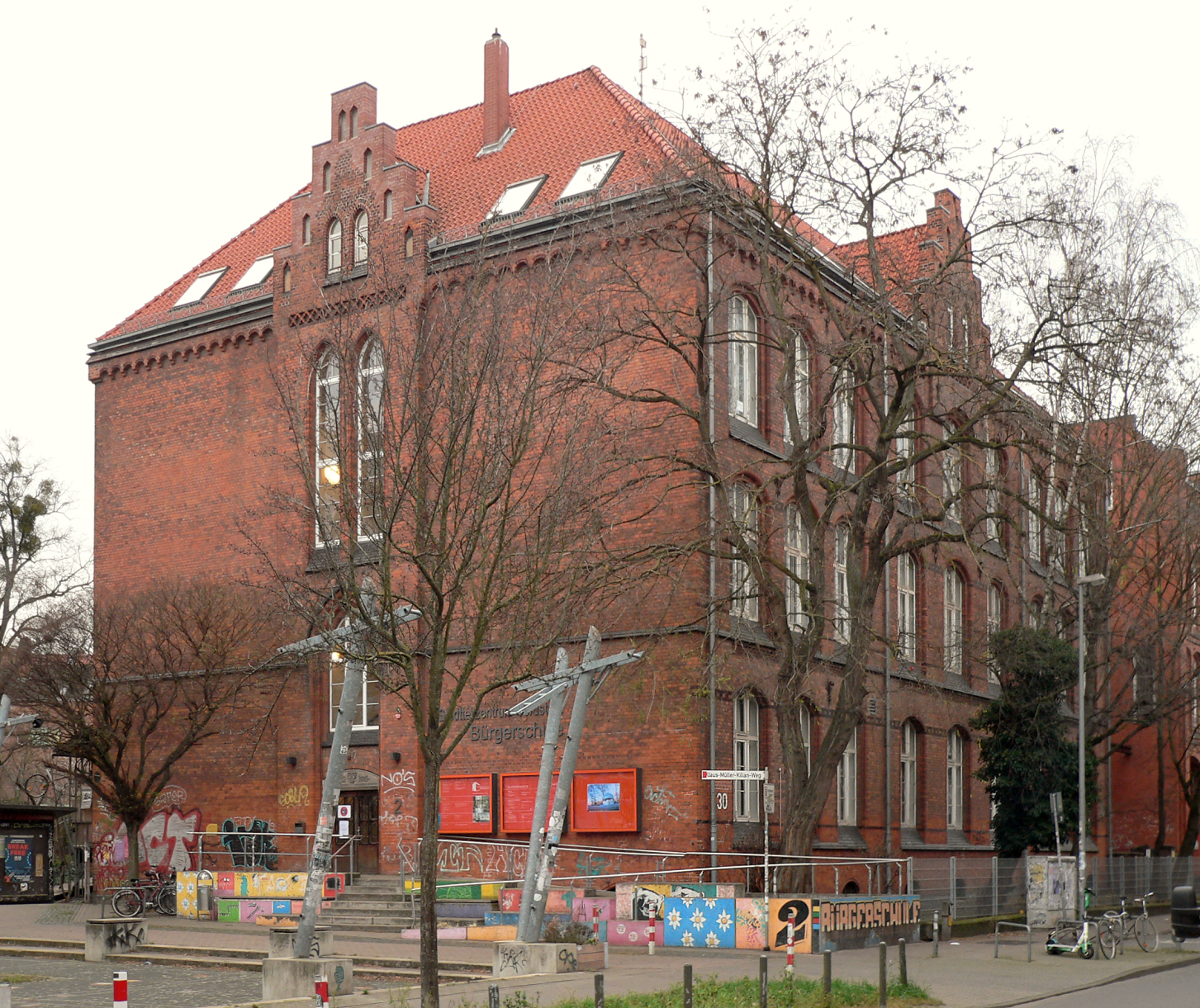
Die 1895 errichtete Bürgerschule, später Werksgebäude von Sprengel und heute Stadtteilzentrum Nordstadt

Etwa zeitgleich zu den Ereignissen in Hannover entwickelte sich im Kölner Severinsviertel die zahlreiche Parallelen aufweisende Stollwerckbesetzung.
Nachdem der Sprengel-Investor 1985 in die Insolvenz gegangen war, erwarb die Stadt Hannover das Grundstück zum 1. Oktober 1987 für 3,6 Millionen DM aus der Konkursmasse und plante im Zuge eines städtischen Sanierungsprogramms den Abriss der Gebäude. Autonome der gegenüberliegenden, ebenfalls stillgelegten Kofferfabrik besetzten das 16.000 Quadratmeter große Industrieareal im Sommer 1987 erneut unter dem Motto Wohnen und Arbeiten in alten Fabrikanlagen. Sie richteten mit improvisierten Baumaßnahmen Wohnraum für damals etwa 50 Personen, Ateliers, Werkstätten, Kneipen und eine Volxküche ein. Die aus Punks, Kunstschaffenden, Studierenden und Autonomen bestehenden Gruppierungen organisierten sich nach Häuserflügeln und Küchen. Auch Teile der Anwohnerschaft zeigten sich solidarisch mit den selbsternannten Instandbesetzern, und die Grün-Alternative Liste (GABL) eröffnete 1988 eine Außenstelle auf dem Gelände. Gleichzeitig wuchs der Unmut in konservativen Kreisen über „das Häufchen Bürgerschrecke“:
Seit Monaten können sie in der Zeitung lesen, was die Welt von ihnen hält: nichts. Wenn im Stadtteil nach RAF-Mitgliedern gefahndet wird, heißt es „beim Sprengelgelände“. Nach Ladendiebstählen oder Schlägereien verschwinden die Täter „in Richtung Sprengelgelände“. Als einen Kilometer entfernt auf dem Grundstück der Universität Feuerwehrleute daran gehindert wurden, einen brennenden Müllcontainer zu löschen, schloß die Polizei  „nicht aus, daß die Steine und Flaschenwerfer möglicherweise aus Kreisen des nahegelegenen Sprengelgeländes“ kamen. „Straftaten mit Sprengelbezug“ nennen die Vertreter des Rechtsstaats solche Vorfälle, und konservative Lokalpolitiker nehmen sie gern zum Anlaß, die „sofortige Räumung“ zu fordern.
Die Auseinandersetzungen und Verhandlungen mit Vertretern der Politik und der Verwaltung über die künftige Nutzung der Immobilien zogen sich über Jahre, wurden von Räumungsklagen begleitet und gipfelten in den Chaostagen, die das Sprengelgelände 1995 zum Zentrum von Straßenschlachten zwischen Punks und Polizei machten. Auch interne Auseinandersetzungen und Ressentiments zwischen Autonomen und Punks, deren homosexuellen- wie frauenfeindliches Verhalten und Gewalttätigkeit von vielen Bewohnern abgelehnt wurde, verschärfte den gemeinsamen Kampf gegen Stadt, Staat und Polizei. Nach dem freiwilligen Rückzug aus einem Teil der Gebäude wurde für die Bewohner der Kofferfabrik eine verbindliche Lösung in Form eines Erbbaurechtsvertrags gefunden. Nach der von Männern dominierten Zeit der tätlichen Auseinandersetzungen wollten viele ein Ende der Aggression und verabschiedeten eine Frauenquote, die dazu beitrug, dass 25 Jahre später zwei Drittel der Anwohnerschaft weiblich waren.

### Sanierung und Nutzung
Für die 1984 beschlossene und 2007 vollendete Sanierung der Nordstadt wurden 65 Millionen Euro an Städtebauförderungsmitteln neben weiteren öffentlichen und privaten Investitionen eingesetzt. Auf dem Gelände der früheren Sprengelfabrik wurde innerhalb des Häuserblocks zwischen der Schaufelder Straße und der Rehbockstraße ein 150 Meter langer Verbindungsweg geschaffen und zum Andenken an den 2004 verstorbenen, stellvertretenden Bezirksbürgermeister in Klaus-Müller-Kilian Weg umbenannt. Neue Grünflächen und Spielplätze wurden auf den ehemaligen Gewerbeflächen geschaffen, im Fabrikgebäude an der Schaufelder Straße entstanden Wohnungen und Büroräume für stadtteilbezogene Dienstleistungen. Auf dem rückwärtigen Grundstücksteil wurde ein Neubau mit 25 Wohnungen errichtet. Das ehemalige Maschinenhaus wurde zu einem genossenschaftlichen Projekt für gemeinschaftliches Wohnen umgebaut, das Verwaltungsgebäude Glünderstraße 8 als Studentenwohnheim nutzbar gemacht. In der Bürgerschule wurde ein Stadtteil-Zentrum eingerichtet, in die ehemalige Turnhalle zog die Kita Mäuseburg ein. Die Kofferfabrik und angrenzende Flächen blieben dem Trägerverein Alternatives Wohnen und Arbeiten auf dem Sprengelgelände e.V. überlassen, in dem sich überwiegend Personen aus der Zeit der Besetzung des Sprengelgeländes konstituiert hatten.

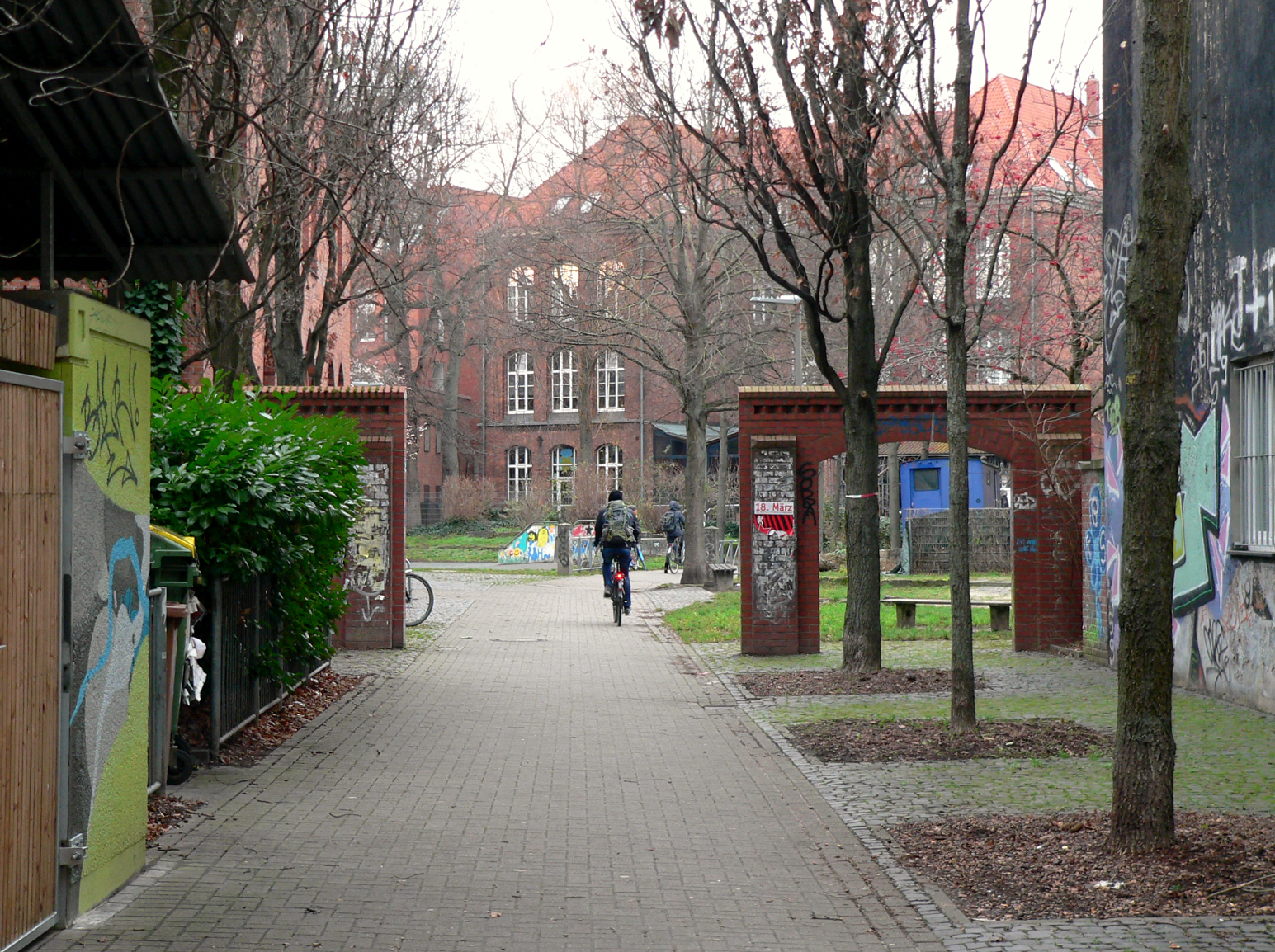
Der über das Sprengelgelände führende Klaus-Müller-Kilian Weg, von Süden gesehen
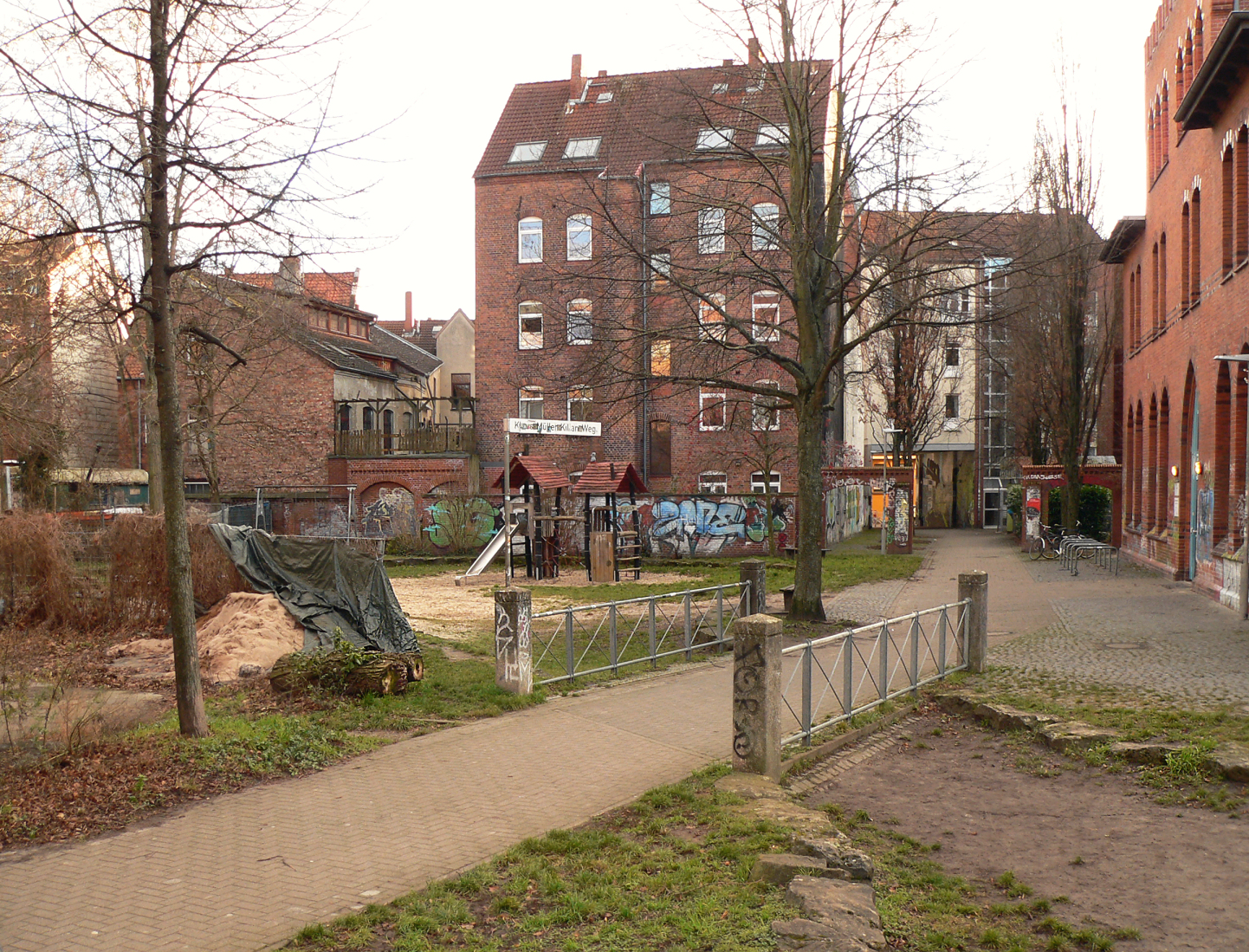
Der Klaus-Müller-Kilian Weg von Norden gesehen
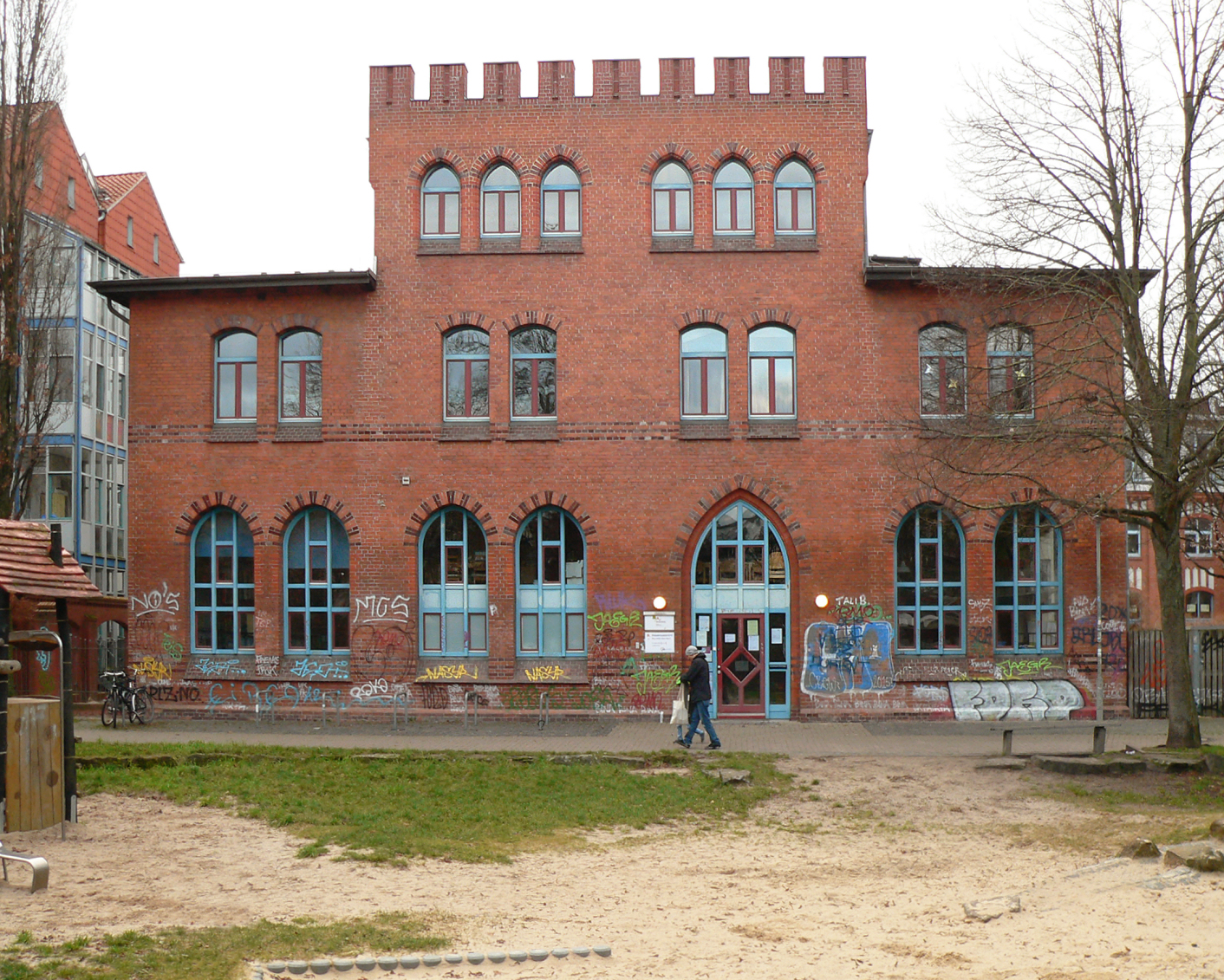
Ehemalige Turnhalle der Bürgerschule
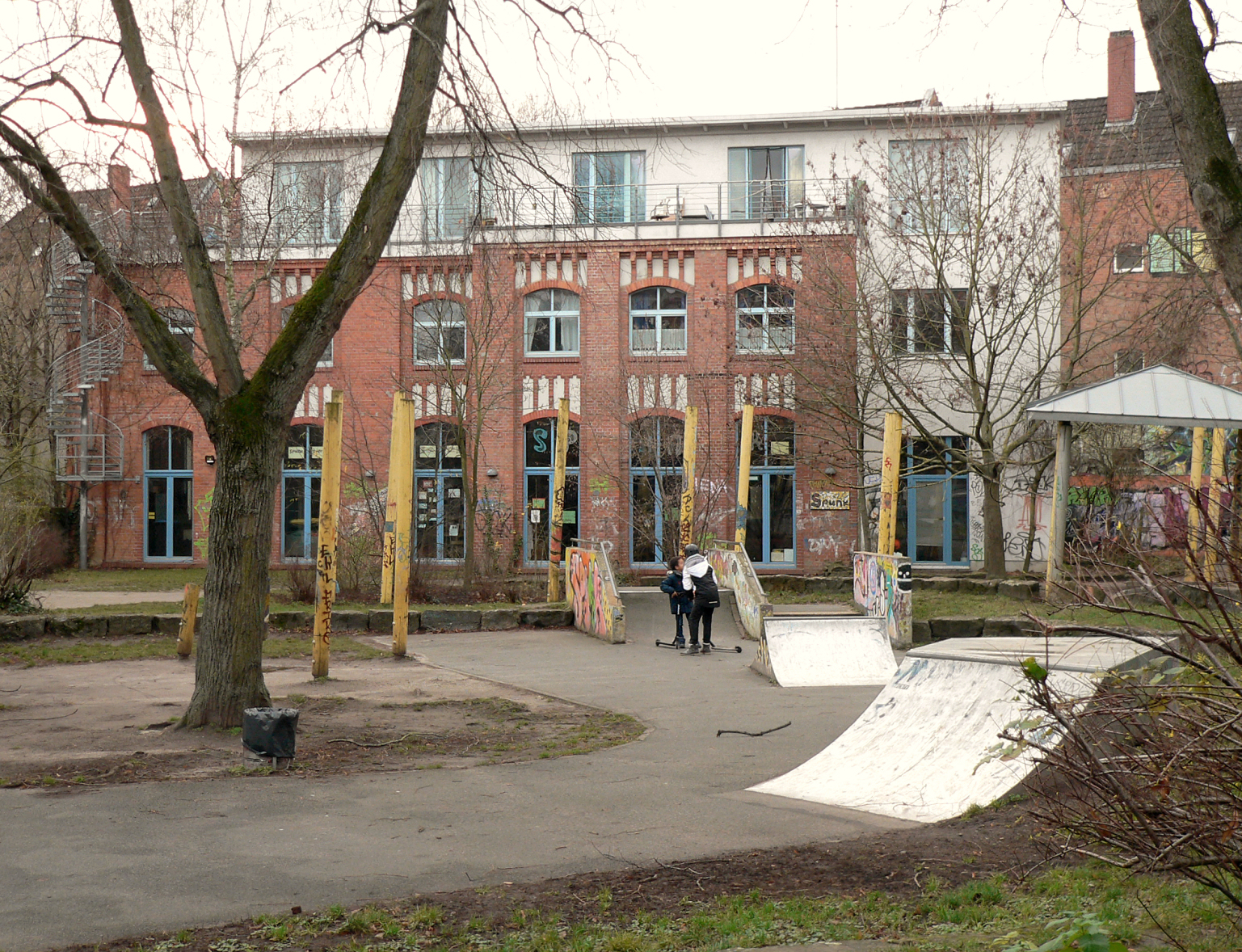
Früheres Maschinenhaus
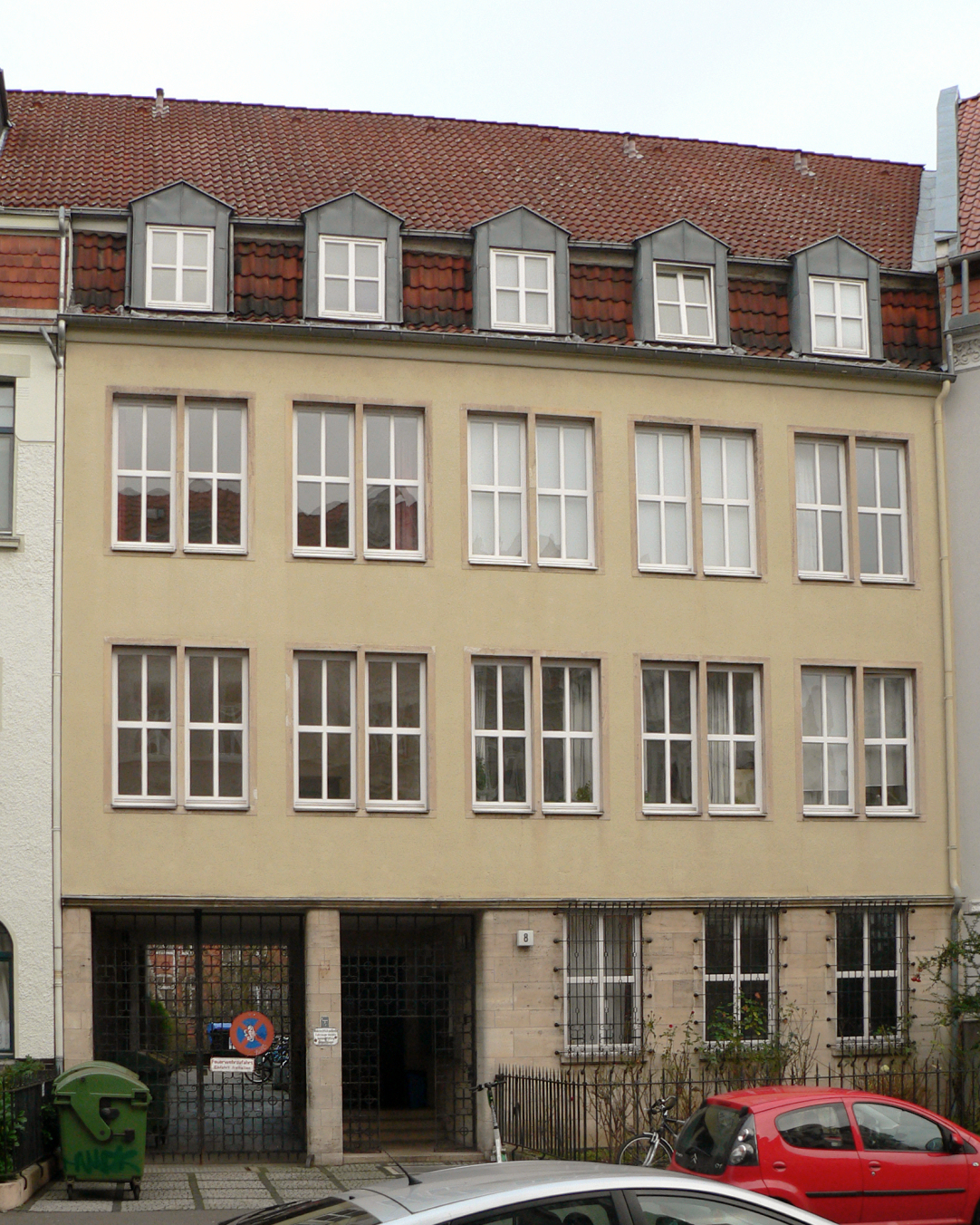
Verwaltungsgebäude von 1934 in der Glünderstraße

## Infrastruktur
Das Sprengelgelände verfügt über eine gewachsene Infrastruktur mit Veranstaltungsräumen und Treffpunkten, Betreuungseinrichtungen, Beratungsstellen und Werkstätten, die zum Großteil aus Initiativen zur Zeit der Hausbesetzung hervorgegangen sind und sich etablieren konnten. In seinem Dokumentarfilm „Sprengel – ein Stück Schlaraffenland“, benannt nach einem alten Werbeslogan des Schokoladenherstellers, zeichnete der Filmemacher Ralf-Peter Post die Entwicklung des Sprengelgeländes und seiner Bewohner nach.

### Stadtteilzentrum Nordstadt in der früheren Bürgerschule

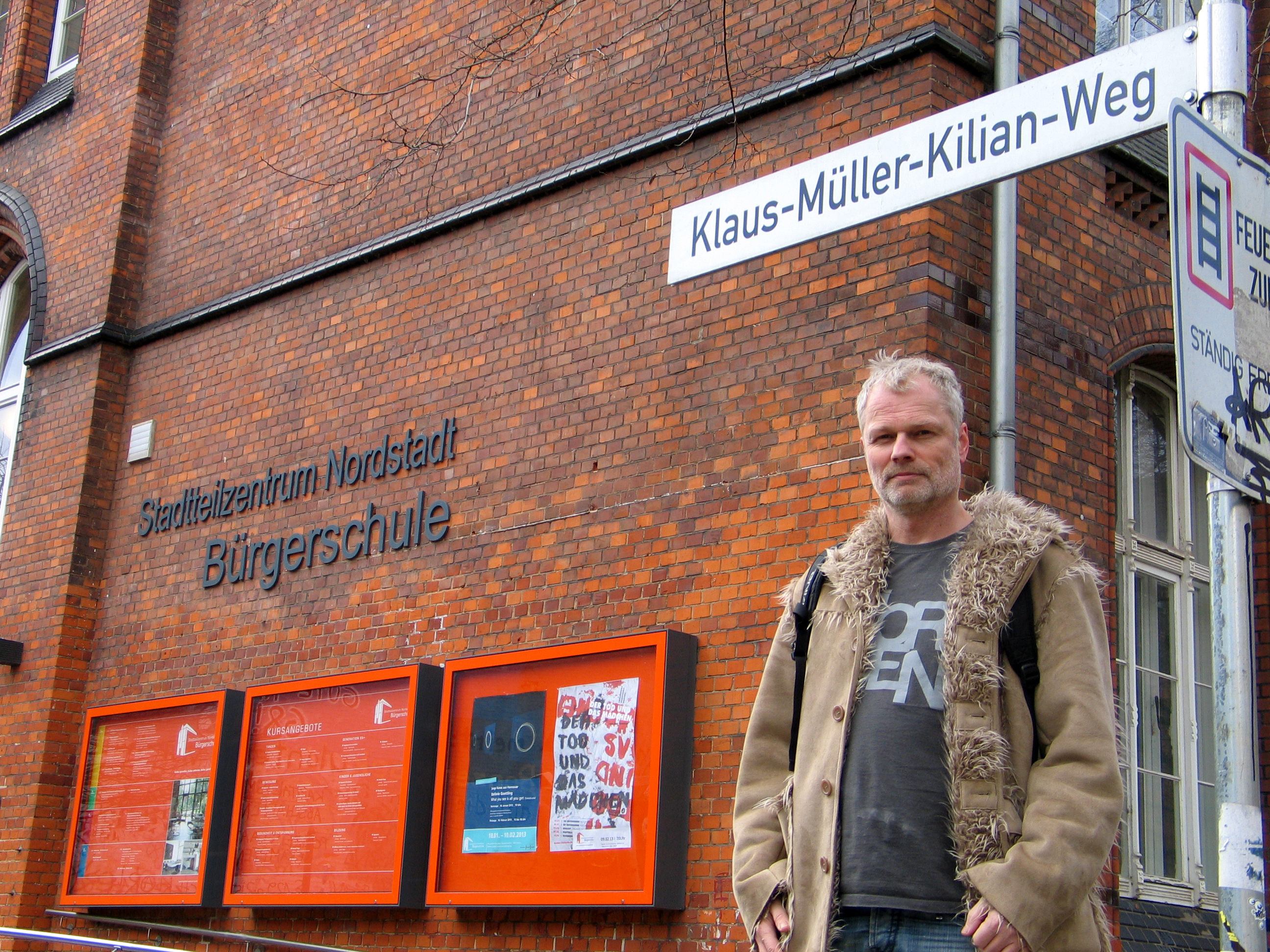
Stadtteilzentrum Nordstadt e.V. Bürgerschule, hier mit dem Filmemacher Ralf-Peter Post

Die Bürgerschule wurde noch vor 1895 als Grundschulgebäude errichtet und von 1930 bis 1955 als Berufsschule genutzt. 1963 kaufte das Unternehmen Sprengel das Gebäude und nutzte es bis zur Werksschließung. 1983 wurde die Bürgerschule besetzt und zweimal nach kurzen Polizeieinsätzen geräumt. Danach ging sie wieder in den Besitz der Stadt über und wurde dem Kulturamt unterstellt. Trägerverein der Bürgerschule ist der 1983 gegründete Verein Stadtteil-Zentrum Nordstadt e.V. Als selbstverwaltetes Kultur- und Kommunikationszentrum beherbergt das heutige Stadtteil-Zentrum zahlreiche Gruppen und Vereine und ist selbst Veranstalter kultureller Projekte aus den Bereichen Kunst, Theater, Tanz und Musik. Zu den festen Einrichtungen zählen das Kino im Sprengel, das Theater Nordstadt, der Chaos Computer Club Hannover, ein Café, ein Kinderladen, eine Selbsthilfe-Fahrradwerkstatt und verschiedene Beratungsangebote.

### Kino im Sprengel

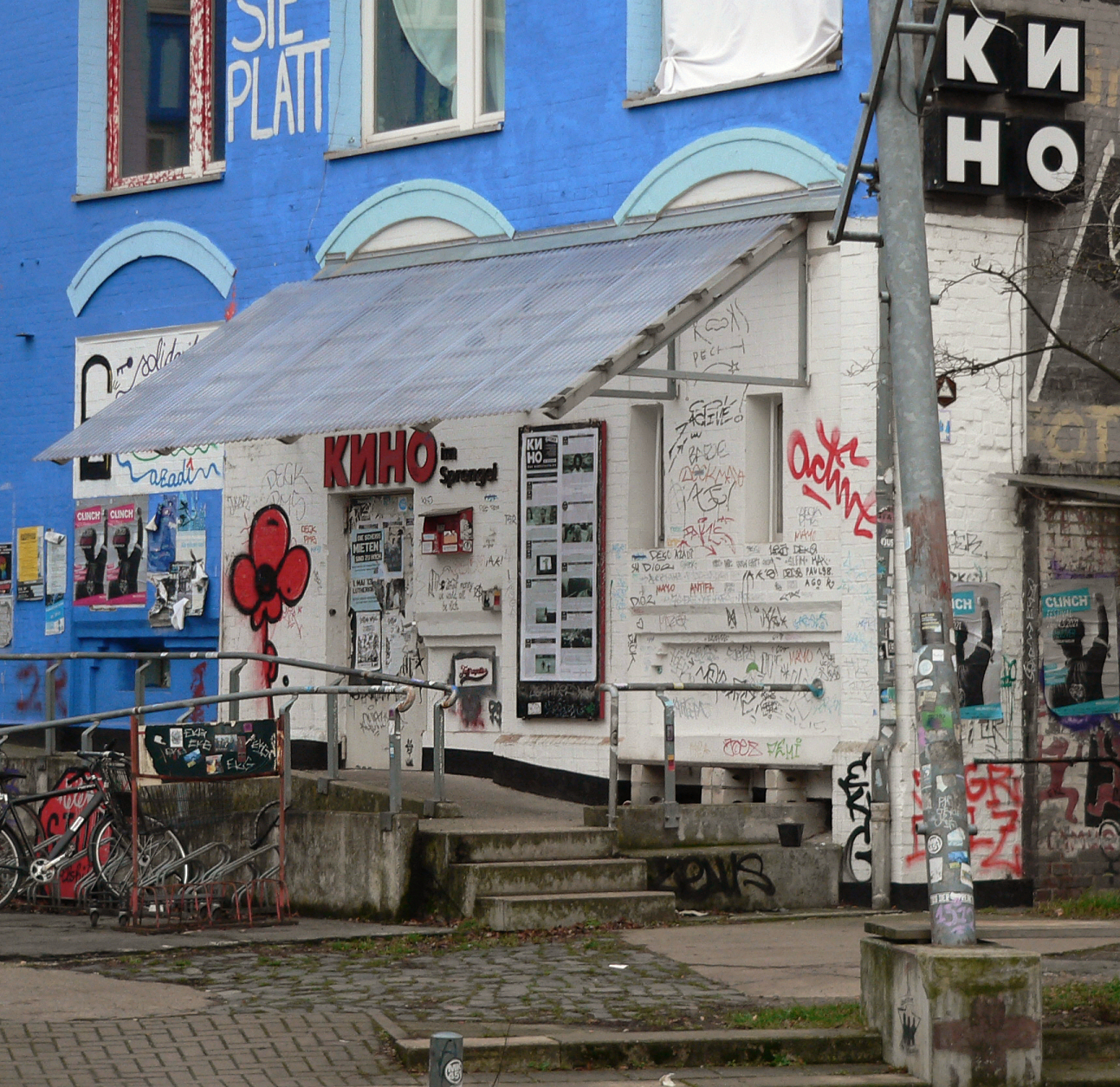
Eingangsbereich des Kino im Sprengel

Zu den ersten Kulturprojekten auf dem Sprengelgelände gehörte ein improvisiertes Kino in einem besetzten Haus, bei dem der Investor bereits die Außenfassade abgerissen hatte. Nach drei Monaten endete der Spielbetrieb nach einem Platzverweis der Stadtverwaltung. Im Anschluss wurden Filme Open-Air an wechselnden Orten der Nordstadt gezeigt, bis eine Kooperation mit dem Verein Film und Video Cooperative zustande kam. Im Oktober 1992 konnte in der Bürgerschule auf dem Sprengelgelände erneut ein Kino eingerichtet werden, das sich als Kino im Sprengel schnell zu einem Szenetreff entwickelte, mit einem breit gefächerten und unkonventionellen Programm die Zeit der Besetzung überdauerte und vielfach ausgezeichnet wurde. 20 Mal in Folge erhielt das Kino im Sprengel den Niedersächsischen Jahresfilmprogramm-Preis; 2002, 2006, 2012 und 2015 wurde es mit dem bundesweiten Kinopreis des Kinematheksverbundes und 2016 mit dem Lotte-Eisner-Preis für herausragende nichtgewerbliche Programmarbeit ausgezeichnet. In Hannover ist das nicht kommerzielle Kino im Sprengel das kostengünstigste und letzte Kino, das konsequent keine Werbung zeigt. Es wird von etwa 15 Freiwilligen im Kollektiv betrieben und erhält seit 2015 eine regelmäßige Förderung der Stadt Hannover.

### Schwule Sau

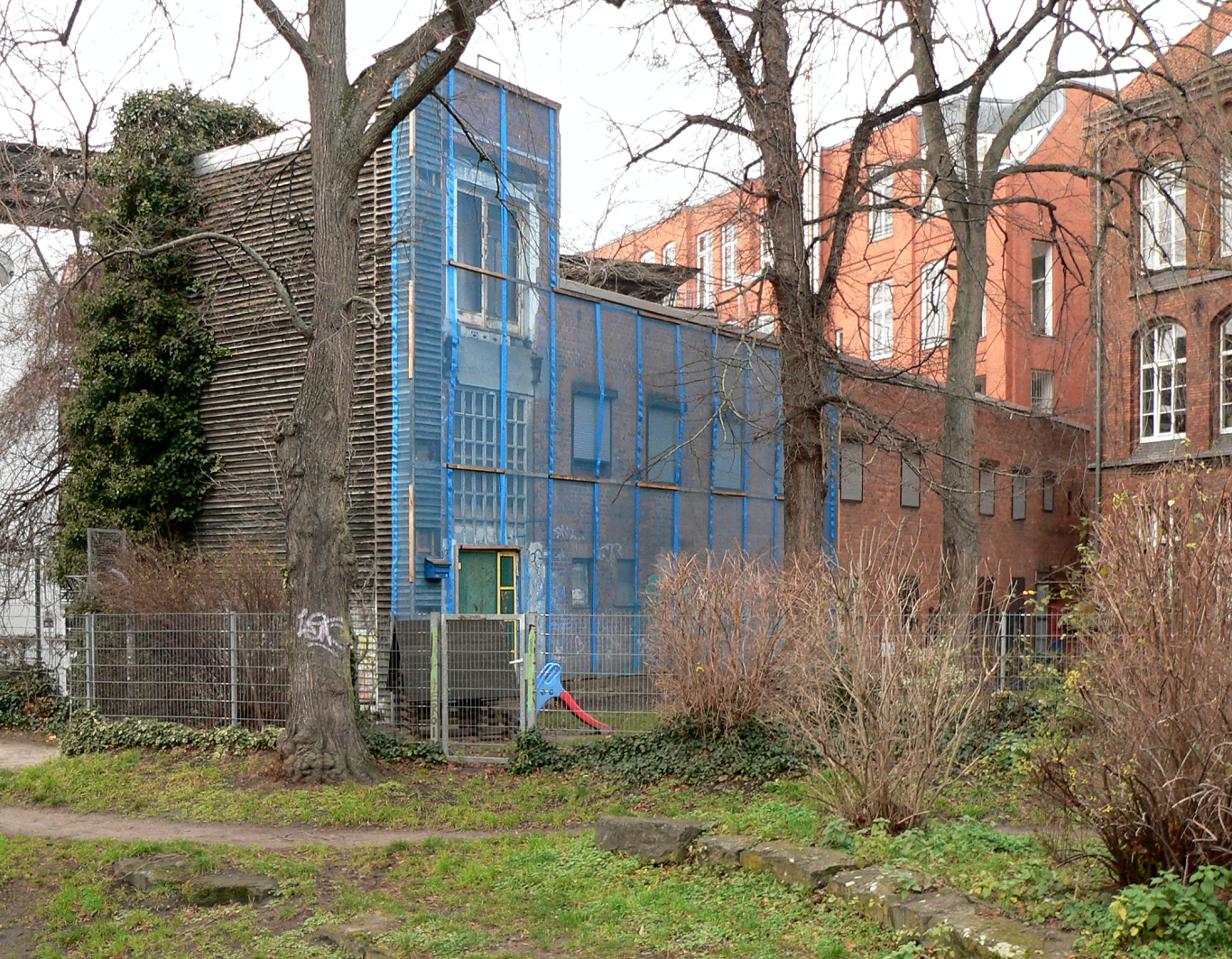
Schwule Sau im früheren Sozialtrakt des Sprengelgeländes, Blick vom Klaus-Müller-Kilian-Weg

1990 übernahm der kurz zuvor gegründete Trägerverein eines alternativen schwulen Kulturzentrums (TASK) Räumlichkeiten im Sozialtrakt des Sprengelgeländes. Der Eröffnungsgala der Schwulen Sau am 8. Januar 1991 folgte am Tag darauf eine Räumungsklage der Stadt. Ein Jahr später wurde im rot-grünen Koalitionsvertrag eine Bestandsgarantie gewährt. Die Schwule Sau wurde Mitte der 1990er Jahre wiederholt zum Ziel von Übergriffen, Einbrüchen und Brandstiftungen durch Punker, die auf dem Sprengelgelände lebten. Heute ist die Schwule Sau
ein Veranstaltungszentrum der queeren Community. Auf dem Programm stehen Partys, Frauenkneipenabende, Lesungen, Ausstellungen, Kleinkunst, Diskussionsveranstaltungen, Konzerte und Theateraufführungen. Die Schwule Sau ist kollektiv organisiert, nicht kommerziell und wird durch ehrenamtliche Arbeit betrieben. 2020 wurde bekannt, dass die Stadt Hannover die Räumlichkeiten kündigen will, da das Gebäude stark sanierungsbedürftig ist.

### Sturmglocke

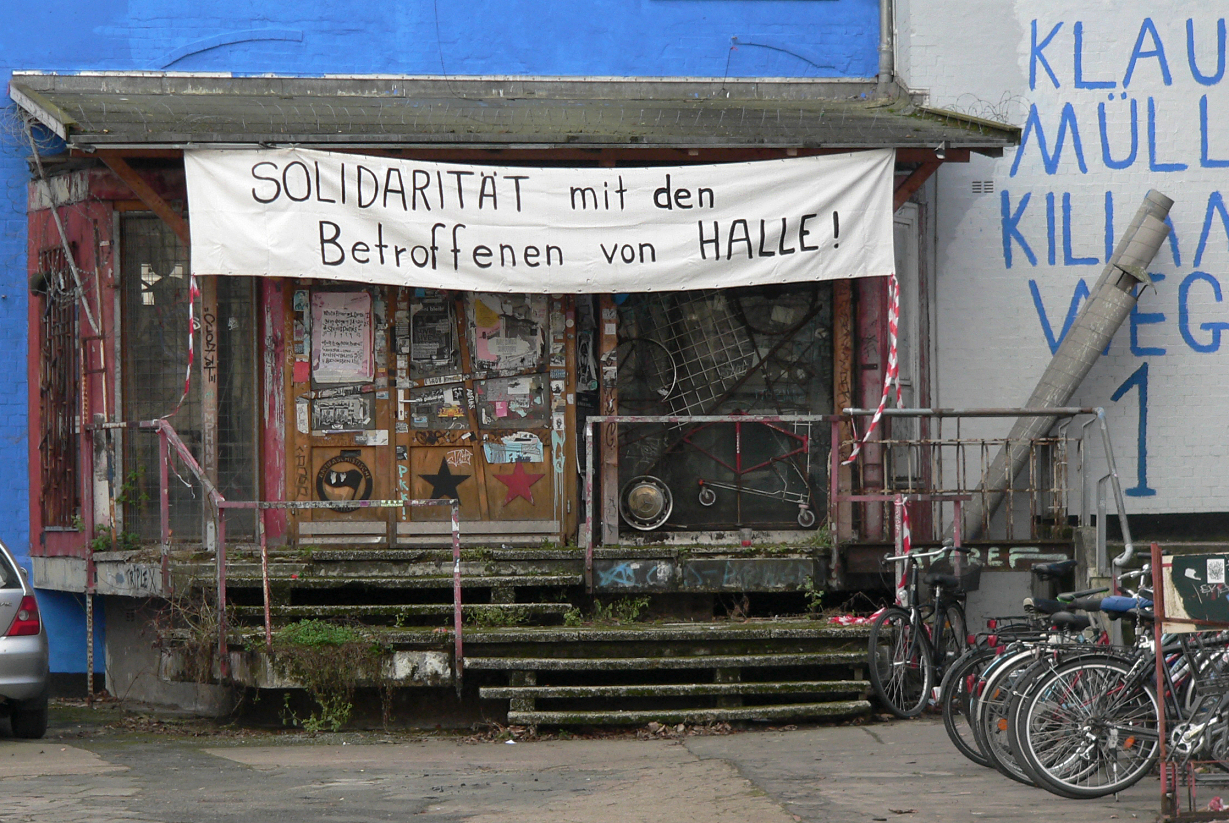
Die Kneipe Sturmglocke

Die Sturmglocke wird vom Verein Wohnen und Arbeiten auf dem Sprengelgelände e.V. betrieben und ist alternative Kneipe, ehemaliges Besetzercafé und Veranstaltungsort für Ausstellungen, Partys und Livemusik.

## Filmbeiträge
- Dokumentarfilm: Sprengel – ein Stück Schlaraffenland von Ralf-Peter Post
- Gerda Valentin: Dokumentarfilm über das Leben auf dem Sprengel-Gelände
- 20 Jahre Chaostage 1995 (Hallo Deutschland, ZDF, 2015) (Youtube)